# Irene Schöne
Irene Schöne ist eine deutsche Wirtschaftswissenschaftlerin und ehemalige Politikerin. Von 1978 bis 1982 war sie Abgeordnete der Hamburgischen Bürgerschaft für die SPD.

## Leben
1960 besuchte sie eine Höhere Handelsschule. Von 1962 bis 1969 war sie als Fremdsprachenkorrespondentin tätig und anschließend als Sekretärin bei verschiedenen Firmen in Hamburg. Später arbeitete sie freiberuflich für eine Markenforschungsfirma und studierte Politik und Wirtschaftswissenschaften an der Universität Hamburg. Dort initiierte und managte sie die erste „Sommerhochschule“.
Von 1983 bis 1987 war sie gewähltes Mitglied des Vorstands des Öko-Institutes in Freiburg und gründete dort die Arbeitsgruppe „Ökologisches Wirtschaften“.
Sie promovierte an der Universität Kassel zum Dr. rer. pol mit dem Thema Ökologisches Arbeiten – Zur Theorie und Praxis ökologischen Arbeitens als Weiterentwicklung der marktwirtschaftlich organisierten Arbeit. Schöne 1985 war Mitbegründerin des Instituts für Oekologische Wirtschaftsforschung (IOEW) in Berlin. Sie ist Mitglied im Wissenschaftlichen Beirat des IOEW. Von 1988 bis 2004 war sie als Wissenschaftliche Referentin für Wirtschaft und Finanzen am Schleswig-Holsteinischen Landtag in Kiel beschäftigt.
Im Jahre 1997 wurde sie zur Vorsitzenden des Umweltbeirates der Umweltbank AG in Nürnberg, ernannt. Von 1998 bis 2015 war sie Mitglied im Aufsichtsrat der UmweltBank AG. Der Fokus ihrer wissenschaftlichen Arbeit liegt in der Modernisierung der ökonomischen Theorie vor dem Hintergrund von Umweltkrise, Klimawandel und Biodiversitätverlust. Sie hat national und international viele Vorträge gehalten und wissenschaftliche Texte publiziert.
Ihr Buch Fair Economics – Nature, Money and People beyond neoclassical thinking erschien im September 2015 bei Green Books, Cambridge/UK, und im Oktober in Australien, Canada, Neuseeland und den USA. Es analysiert sowohl das Natur-, als auch das Arbeits-Verständnis der Mainstream-Ökonomik, das auf das 18. Jahrhundert zurückgeht und für das 21. Jahrhundert nicht mehr angemessen sei.

## Politik
Im Jahr 1969 trat Schöne in die SPD ein. Sie gründete 1971 einen Kinderladen und 1972 engagierte sie sich als Gründungsmitglied der Bürgerinitiative Elbe-Aktivspielplatz e. V. Von 1974 bis 1978 war sie für ihre Partei Mitglied der Bezirksversammlung Hamburg-Altona.
Von 1978 bis 1982 war Schöne Abgeordnete in der Hamburgischen Bürgerschaft. Ihr politischer Schwerpunkt dort lag beim Ausschuss für Schule und Berufsbildung und beim Sozialausschuss.